# Comuna de Łyse
Łyse (polaco: Gmina Łyse) é uma gminy (comuna) na Polónia, na voivodia de Mazóvia e no condado de Ostrołęcki. A sede do condado é a cidade de Łyse.
Em 2004, a comuna tinha 7913 habitantes, com uma densidade 32,1 hab/km².

## Área
Estende-se por uma área de 246,45 km², incluindo:
- área agricola: 62%
- área florestal: 35%

## Demografia
Dados de 30 de Junho 2004:
|                      | Total   | Total | Mulheres | Mulheres | Homens  | Homens |
| -------------------- | ------- | ----- | -------- | -------- | ------- | ------ |
|                      | pessoas | %     | pessoas  | %        | pessoas | %      |
| População            | 7913    | 100   | 3891     | 49,2     | 4022    | 50,8   |
| Densidade (pop./km²) | 32,1    | 100   | 15,8     | 15,8     | 16,3    | 16,3   |

De acordo com dados de 2002, o rendimento médio per capita ascendia a 1407,89 zł.

## Subdivisões
- Antonia, Baba, Dawia, Dęby, Dudy Puszczańskie, Grądzkie, Klenkor-Wyżega, Lipniki, Łączki, Łyse, Piątkowizna, Plewki, Pupkowizna, Serafin, Szafranki, Tartak, Tyczek, Warmiak, Wejdo, Zalas, Złota Góra.

## Comunas vizinhas
- Kadzidło, Myszyniec, Pisz, Rozogi, Turośl, Zbójna